# Tour de l'Horloge (Apt)
La tour de l'horloge d'Apt est un beffroi, jouxtant la cathédrale Sainte-Anne d'Apt, dans le Vaucluse.

## Histoire
La tour de l'horloge est inscrite au titre des monuments historiques depuis le 22 février 1927.

## Descriptif
Cette tour de l'horloge a la particularité d'enjamber la rue commerçante de la ville. Une porte voutée permet le passage, sous la tour, dans le prolongement de la rue. A l'autre extrémité de celle-ci, en son sommet, la tour est couronnée d'un campanile en fer forgé, supportant une cloche. En dessous du campanile, au dernier étage de la tour, sur chaque coté de la rue, sont visible les cadrans d'une même horloge.